# Beach volley ai XVII Giochi del Mediterraneo
I tornei di Beach volley ai XVI Giochi del Mediterraneo si svolgeranno presso il Kızkalesi Beach di Kızkalesi. Il programma prevederà l'assegnazione di due medaglie d'oro, una per il torneo maschile e una per quello femminile.
Per ciascuno dei tornei ogni Paese può iscrivere due squadre di due componenti.

## Podi

### Uomini
| Evento                           | Oro                                    | Argento                            | Bronzo                                          |
| Beach volley maschile (dettagli) | Turchia Murat Giginoglu Selcuk Sekerci | Spagna Pablo Herrera Adrián Gavira | Francia Yannick Salvetti Jean-Baptiste Daguerre |

### Donne
| Evento                            | Oro                                   | Argento                                        | Bronzo                               |
| Beach volley femminile (dettagli) | Italia Greta Cicolari Marta Menegatti | Grecia Panagiota Karagkouni Vassiliki Arvaniti | Italia Daniela Gioria Laura Giombini |

## Medagliere
| Posizione | Paese   |   |   |   | Totale |
| --------- | ------- | - | - | - | ------ |
| 1         | Italia  | 1 | 0 | 1 | 2      |
| 2         | Turchia | 1 | 0 | 0 | 1      |
| 3         | Grecia  | 0 | 1 | 0 | 1      |
| 3         | Spagna  | 0 | 1 | 0 | 1      |
| 5         | Francia | 0 | 0 | 1 | 1      |
| Totale    | Totale  | 2 | 2 | 2 | 6      |